# エスペリダス・オード
『エスペリダス・オード』 (THE ODE TO THE ESPERIDES) は、堤抄子による日本の漫画作品。

## 概要
『聖戦記エルナサーガ』の作者、堤抄子による完全ファンタジー漫画。『月刊ComicREX』（一迅社）にて2006年11月（12月号）より連載され、2010年2月（3月号）をもって「第一部完」として連載終了した。第二部の連載再開は未定である。2011年1月現在、単行本は5巻まで刊行されているが、第6巻以降に当たる部分は単行本化されていない。
本作は堤抄子の今までの著書である『聖戦記エルナサーガ』や『アダ戦記』のような中世の世界観にSFを混ぜたものではなく、竜の出てくる（SF無しの）ファンタジーと作者の堤が自身のサイト上で明言している。

## あらすじ
楽士の唄う最上の叙事詩『エスペリダス・オード』――その唄はエスペリダス大陸に巣食う魔族（アリア族）を滅ぼした退魔大戦の時の英雄伝説から始まる。魔族が栄え荒廃した世界、5人の英雄によって魔族は滅び、魔族の力の源である二つの剣、三つの呪歌（のとうた）を5匹の竜達と契約することによって守護してもらう。これによって世界は平和になった…『エスペリダス・オード』はそれから数十年後の物語である。

## 登場人物

### 主な登場人物
アルド
カティフの町に住む黒髪の少年。この物語の主人公。七弦琴の職人の家に生まれるも継ぐ気は無く、将来をあまり考えていない。小言の多い母親を「ババア」呼ばわりするなど、非常に反抗的だが、厳しい躾と強烈なお仕置きのため、母親に頭が上がらない。過去にある人物との出会いがきっかけで母親に反抗しているのだが、思い出せずにいる。
ナシラ
辺境の島に住む農家の娘。この物語のヒロイン。魔詠歌手になるためにエスペリダス大陸へ上陸する。チンピラに絡まれていたところをアルドに助けられる。リボンで束ねた豊かな髪が特徴的。実は本人も気付いていない秘密がある。
エルハイア
アリア族（魔族）の再興を目指す青年。額と左目の下に特徴的なアザ（魔族の王胤の印）を持つ。漆黒の鎧に身を包み、守護竜バルクの守護する天雷剣を奪い取る。アルドの幼馴染。
シャウラ
エルハイアの魔詠歌手であり、魔族軍唯一の人間。エルハイアを慕い、共に英雄の一人、剣士アクベンスを倒したとされている。
クッバラ
アルドの母親。ゴク潰しの息子に手を焼いている。腕っ節は強く、チンピラの親玉を軽く捻って懲らしめるほど。隠遁したハマーマの世話をしている。実は彼女自身にも、過去に秘密がある。
イクシール
竜殺しの魔笛を持つ覆面姿の男。「葬者」の二つ名を持つ。魔笛をもって守護竜ジャバル（の死体）を砂にしたことから、王国の兵士に追われていた。100頭の死にゆく竜から生涯の物語を聞くことを目指している。
サファル
皇帝の遣いで、新たな勇者となったアルドの専属魔詠歌手。押しに負けてナシラを弟子にする。だがそのことでナシラの秘密を知る。
ガイマ
五大竜ジャバルの息子。母竜を殺したエルハイアを憎み、竜の掟を破って人間に関わる。

### その他の登場人物
アースィファ
30年前、選ばれた者しか抜くことができない天雷剣を抜き、魔族から世界を救った退魔大戦の英雄の一人。「勇者」。元は魔族に親兄弟を殺された難民の少女だった。大戦後英雄として遇されることを拒否し、ハマーマと共に市井に隠れ住んでいた。
ハマーマ
退魔大戦の英雄の一人。「魔詠歌手」。退魔大戦の心的外傷か年老いたためか、艶やかな黒髪も白髪になってしまった。今や人の顔と名前もろくに覚えられないが、七吟琴も無しに呪歌を歌うなど能力を見せる。アルドの母クッバラの世話の元、名前を伏せて余生を過ごしている。
スハイル
退魔大戦の英雄の一人。「賢者」。大戦前からワサト公国の宰相であった。老いにより宰相位を譲り、現在は一線を退いている。魔族の逆襲に五英雄の再招集を図る。また老齢により賢者としての能力も失ってしまった。
アルドの父
七弦琴の職人。老婦人の持っていた琴が縁でクッバラに出会う。過去を隠している様子のクッバラに想いを告げることができず、出会いから結婚にこぎつけるまでにおよそ10年かかった。ある想いと共に琴をナシラに託す。
ワラカ
アースィファの剣の師匠。新たに勇者となったアルドの集中特訓を任される。
アフダル
老竜アフダルと呼ばれる老いた真竜。葬者イクシールに追われていた。プテラノドンに似ている。
ワサト公王
アルドの住むワサト公国の王。賢者スハイルと宰相の活躍で政治面は全く頼りにされておらず、疎外感を受ける。魔族が攻め込む実状にも怯えて平和を願っているだけだった。ドラムが得意。魔族軍が城に押し寄せると一人残り、ドラムによる呪歌で敵を翻弄する。城の火薬庫の爆発で死んだと思われていた。
ジャムース
エルハイアの側近。アルドと対峙した以降のエルハイアを不信に思う。
カブル
ジャムースと同じくエルハイアの側近。エルハイアを心底慕い、人間を強く憎む典型的なアリア族の青年。ただし、忠義の為に人間であるシャウラには敬語を使う。
3人のアリア
エルハイアを同族の王とは認めず、都合の良い王胤を探している。

## 魔族の力の源
伝えられているのは二つの剣と三つの呪歌の5つ。これらは契約によって5匹の守護竜に守られている。
天雷剣（てんらいけん）
バルクによって守護されていた二つの剣の一つ。雷を携える剣。
地轟剣（ちごうけん）
ジャバルが守護する二つの剣。地を奔る剣。天雷剣の対。

## 五大竜
退魔大戦後、魔族の力の源である二つの剣と三つの呪歌を守護する5匹の竜。真竜であり人と言葉を交わす賢さを持つ。
バルク
エスペリダス西部ブルーブ公国、ナハルの渓谷で天雷剣を守護していた。
ジャバル
エスペリダス南部ワサト公国の渓谷で地轟剣を守護していた。
ファヤダーン
エスペリダス東部ラビーウ公国、ブライハの深い湖にて呪歌の一つを守護する。

## 呪歌
「のとうた」と読む。この世界における魔法のような存在。歌の律動によって聞いた相手の治癒や束縛をする効果を発揮する。また楽器のみを用いた「呪曲（のとふし）」や、イクシールの魔笛で死者を砂に還す力などもある。
癒しの歌
一つ人世（ひとよ）の二度（ふたたび）に 御霊を返すよしもがな… 五臓六腑（いくらむわた）に七筋琴（なすこと）の 八種（やくさ）の音色響かせて 祈る天地（あまつち）神の胞衣（えな）思頼（みたまのふゆ）を蒙（かがふ）りて 迅（と）く速（すみや）けく健やかに… 看護（みとり）の効（しるし）現れん……
縛めの呪歌
鳴る滝の… 水も真砂に浸（し）むように 凍（し）みて岩根に巻くように 五臓六腑（いくらむわた）の血は引きて その荒土に臥し給え
衝撃波の呪歌
人の情けも魂（たま）極（きわ）る 果てなるここは戦場（いくさば）の 唄に宿れや凶（まがつ）鳥 腐鳥（くだかけ）鳴きて空風火（うつかぜほ） 響動（どよ）ませ掃え 万（よろ）の敵…
神衣（かむみそ）の歌
疾く織り給え 神風の 御衣をかざして 九重の…

## 用語
退魔大戦（たいまたいせん）
数十年前、魔族が栄え荒廃した世界を5人の英雄が救った戦いの物語。
勇者アースィファを筆頭に、賢者スハイル、魔詠歌手ハマーマ、剣士アクベンス、竜人ラスタバンの編成である。
賢者スハイルはワサト公国の宰相であったために大戦後は王宮に戻った。
アリア族（アリアぞく）
姿形は人間そのものだが、体のどこかに特徴的なアザを持っている。人間達からは「魔族」の蔑称で呼ばれて忌み嫌われており、迫害を受けている。絶滅したものと思われているが、人間社会の最下層に息を潜めて暮らしている。彼らは奴隷として転売されたり、領地の反乱を鎮圧させる汚れ役として飼われている。アリア族を滅亡へと追いやった人間を憎み再興を企む者もいれば、アザを隠して人間として欺き暮らす者、人間の支配の下で奴隷のまま適応する者も居る。
竜（りゅう）
この世界に存在する生物。真竜や使役竜の総称。ファンタジー上のドラゴンと同類と思われるがその生態系は多種多様である。作者の好みと思われる爬虫類に近い。容姿ともに竜を人飼いのものと区別する点は『聖戦記エルナサーガ』シリーズにやや似ている。3巻のあとがきによれば大型哺乳類は存在せず、同種族間での捕食を推測している。
真竜（しんりゅう）
言葉を理解する竜。ナシラの歌に応えたのもこの種の竜だと思われる。目は鋭く、4本の足に鋭い爪と巨大な口からは牙をむき出しにし、頭部に多数のツノと大きな翼を持つ。町に降りたりすることはない。
使役竜（しえきりゅう）
真竜とは違い言葉を理解しない竜。大陸では便利な交通手段として重宝され人に慣れている。また外見にも対照的で目は円らで、爪も持たず指は細い。頭部には細かなトサカを持っている。真竜に比べるとこちらの方が爬虫類に近い外見である。

## 単行本
1. 2007年6月8日発行 ISBN 978-4-7580-6055-4
2. 2008年1月9日発行 ISBN 978-4-7580-6082-0
3. 2008年9月9日発行 ISBN 978-4-7580-6112-4
4. 2009年5月9日発行 ISBN 978-4-7580-6141-4
5. 2010年1月9日発行 ISBN 978-4-7580-6179-7